# Apel (Adelsgeschlecht)

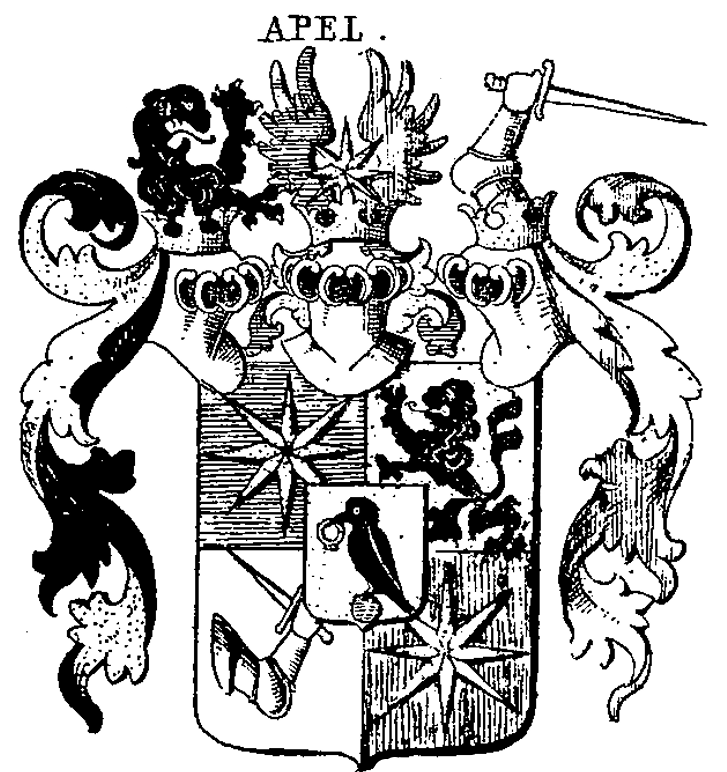
Wappen derer von Apel in Siebmachers Wappenbuch

Apel ist der Name eines sächsischen Adelsgeschlechts.

## Geschichte
Das Geschlecht wurde 1811 in der Person des Bürgermeisters der Stadt Leipzig, Friedrich August Ferdinand Apel, in den Freiherrenstand des Königreichs Sachsen erhoben. Durch den Wiener Kongreß und die Abtretung sächsischer Gebiete wurden einige Familienangehörige auch preußische Staatsangehörige.

## Persönlichkeiten
- Friedrich August Ferdinand von Apel (1768–1816), Respondent in Leipzig
- Julius Freiherr von Apel (1805–1881), Generalleutnant

## Besitzungen
- Crostewitz
- Trautzschen

## Wappen
Blasonierung: Geviert mit Herzschild, in dem in Gold auf einer blauen Kugel ein schwarzer Rabe mit einem goldenen Ring im Schnabel sitzt. Feld 1 in Blau ein achtstrahliger goldener Stern, Feld 2 in Gold ein schwarzer Löwe, Feld 3 in Silber ein geharnischter Arm mit einem Schwert, Feld 4 in Rot ein achtstrahliger goldener Stern. Drei gekrönte Helme: I. mit schwarz-goldenen Helmdecken der schwarze Löwe wachsend, II. mit blau-goldenen Decken der goldene Stern zwischen einem offenen Flug, der rechte Flügel blau, der linke rot, III. mit rot-goldenen Decken der geharnischte Arm mit Schwert.